# Orthogonioptilum adiegetum
Orthogonioptilum adiegetum är en fjärilsart som beskrevs av Karsch 1893. Orthogonioptilum adiegetum ingår i släktet Orthogonioptilum och familjen påfågelsspinnare. Inga underarter finns listade i Catalogue of Life.